# Rotmistriwka-Krater
Koordinaten: 49° 8′ 50″ N, 31° 42′ 30″ O

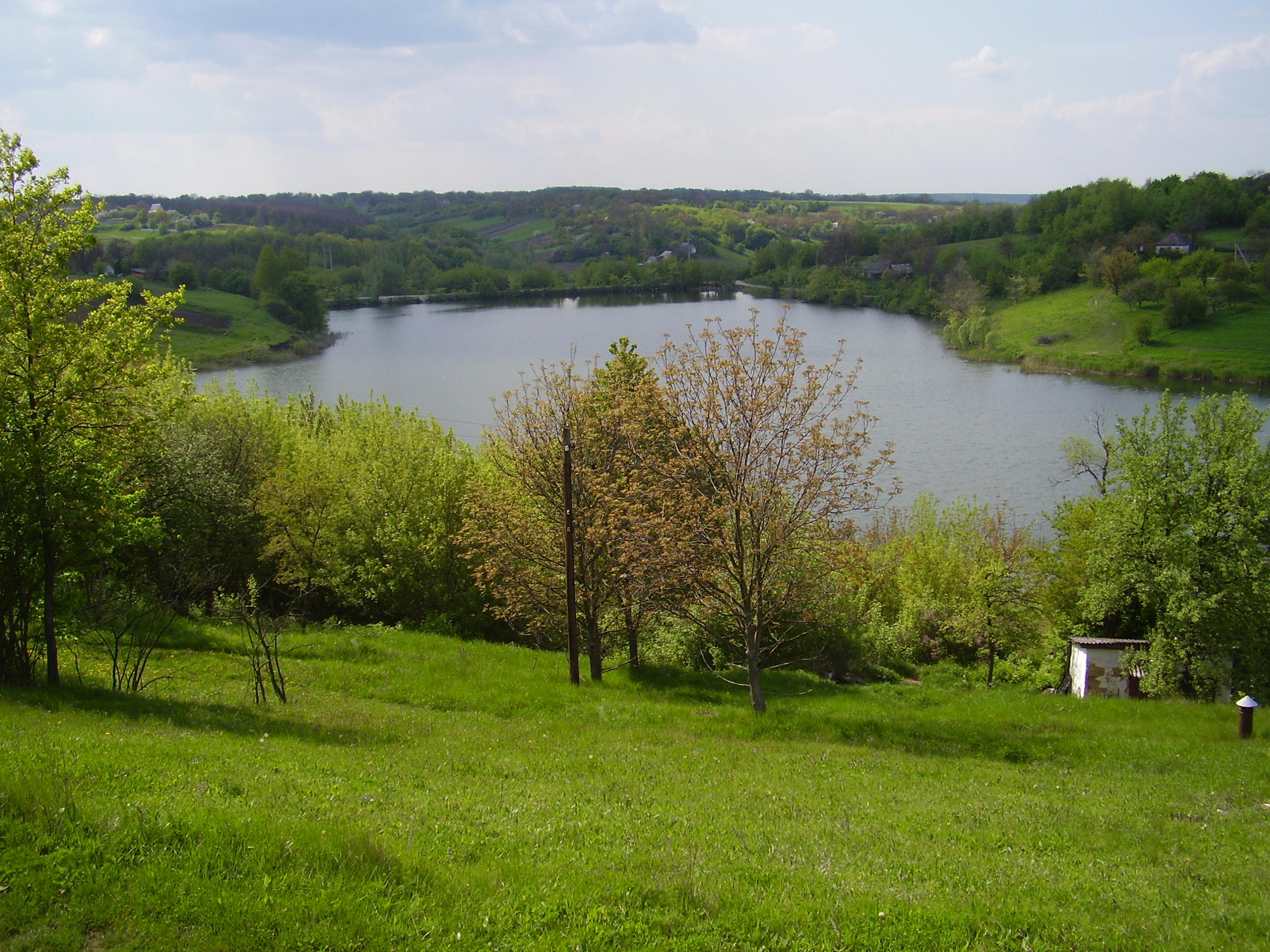
Rotmistriwka

Der Rotmistriwka-Krater ist ein Einschlagkrater in der Ukraine in der Oblast Tscherkassy. Er befindet sich in der Nähe des Dorfes Rotmistriwka (ukrainisch Ротмістрівка) in der Oblast Tscherkassy.
Der Durchmesser des Kraters beträgt 2,7 km, sein Alter wird auf 120 ± 10 Millionen Jahre geschätzt, damit fällt seine Entstehung in die untere Kreidezeit. An der Oberfläche ist der Krater nicht sichtbar, er ist von Sedimenten bedeckt.